# Fais de beaux rêves (film, 2005)
Pour les articles homonymes, voir Fais de beaux rêves.
Pour plus de détails, voir Fiche technique et Distribution.
Fais de beaux rêves est un court métrage français réalisé par Marilyne Canto et sorti en 2005.
Il a remporté le César du meilleur court métrage en 2007. Il a été salué unanimement par la critique.

## Synopsis
Depuis que son compagnon est mort, Élise ne vit plus que comme une somnambule.

## Fiche technique
- Réalisation : Marilyne Canto
- Scénario : Marilyne Canto
- Production :  Les Films de la Croisade, Centre National de la Cinématographie (CNC), Arte France Cinéma
- Type : noir et blanc
- Durée : 22 min 30 secondes
- Date de sortie : 
  - France : 1er décembre 2005

## Distribution
- Marilyne Canto : Élise
- François Caron : Bertrand
- Dominique Leroux : Le maître de cérémonie
- Antoine Chappey : L'homme
- Louis Chappey : Louis
- Dinara Drukarova : L'amie
- Marc Habib : Le médecin
- Olivier Perrier : Le père

## Distinctions
- Meilleur court-métrage aux César du cinéma en 2007
- Grand-prix au festival international de Clermont-Ferrand